# NGC 5710
NGC 5710 (również PGC 52369 lub UGC 9440) – galaktyka eliptyczna (E), znajdująca się w gwiazdozbiorze Wolarza. Odkrył ją William Herschel 20 kwietnia 1792 roku. Jest to galaktyka z aktywnym jądrem typu LINER.